# Domplatz (Salzburg)

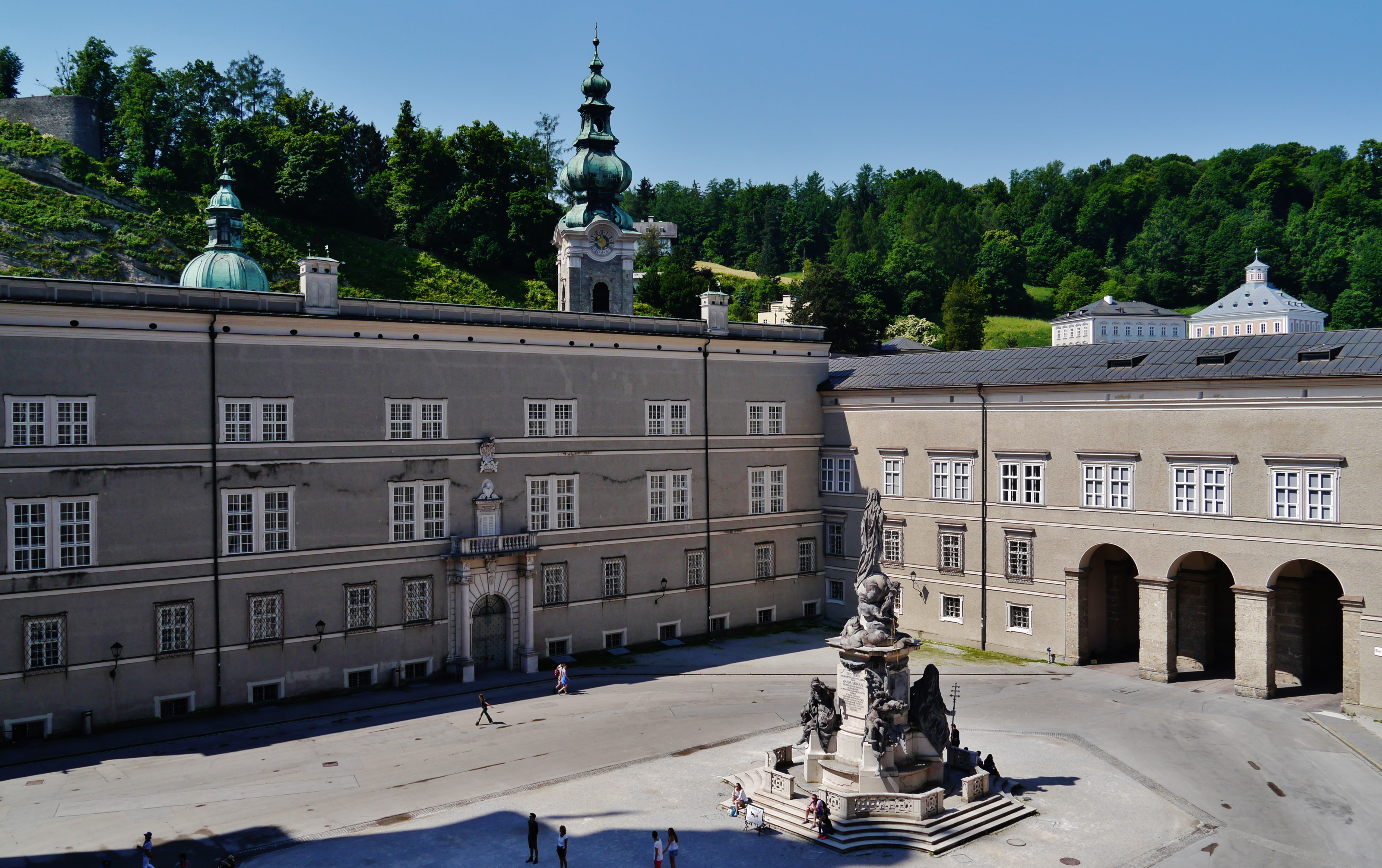
Die Residenztrakte am Salzburger Domplatz

Der Domplatz ist ein rechteckiger, allseitig geschlossener Platz in der Altstadt der Stadt Salzburg. Er ist der Fassade des Salzburger Doms vorgelagert. Durch Arkaden ist der Platz mit dem Residenzplatz, dem Kapitelplatz sowie der Franziskanergasse verbunden.

## Geschichte

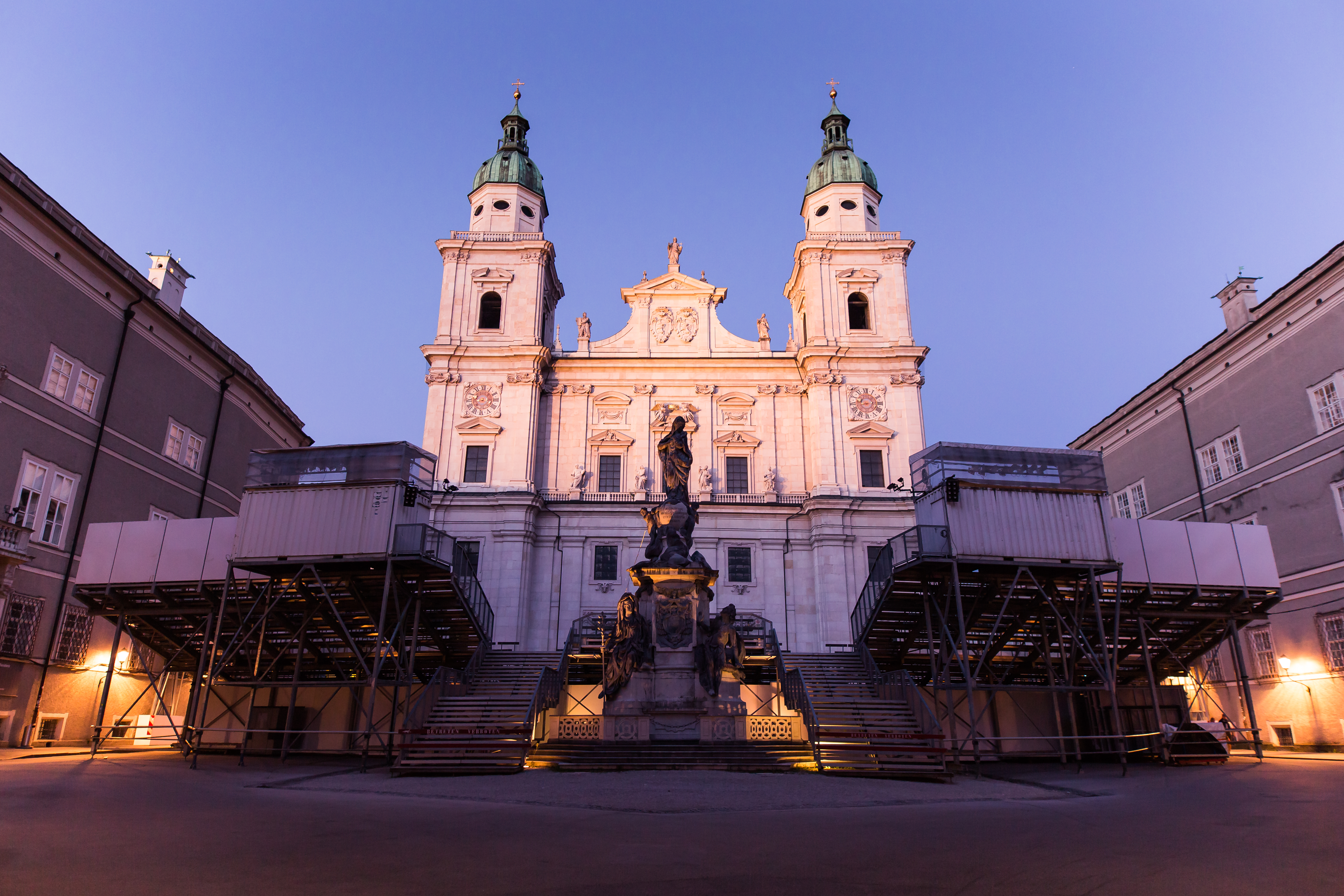
Zuschauertribüne vor der Domfassade

Im Norden und Westen befinden sich die um 1600 entstandenen Trakte der Salzburger Residenz. Nach Fertigstellung der Domtürme um 1663 wurde der Konventtrakt des Stiftes St. Peter an der Südseite daran angeglichen.  Unter Fürsterzbischof Guidobald von Thun und Hohenstein erhielt der Domplatz so seine architektonische Geschlossenheit.
Der Dom ist mit dem Konventtrakt verbunden. Ebenso ist er über die nach Plänen von Giovanni Antonio Dario erbauten Dombögen mit der Residenz verbunden. Von 2005 bis 2014 wurde für das DomQuartier Salzburg ein Museumsrundgang durch die Gebäude am Domplatz eingerichtet.
Am 30. September 1810 wurde auf dem Domplatz die Vereinigung Salzburgs mit Bayern vollzogen. Nach der Vereidigung der Salzburger Beamten auf das bayerische Staatswesen wurde der versammelten Bevölkerung vom Balkon der Residenz das Besitzergreifungspatent verlesen.
Im Rahmen der Salzburger Festspiele wird seit 1920 der Jedermann auf dem Domplatz aufgeführt. Zusammen mit dem Residenzplatz wird er auch für den jährlichen Christkindlmarkt genutzt.

## Mariensäule

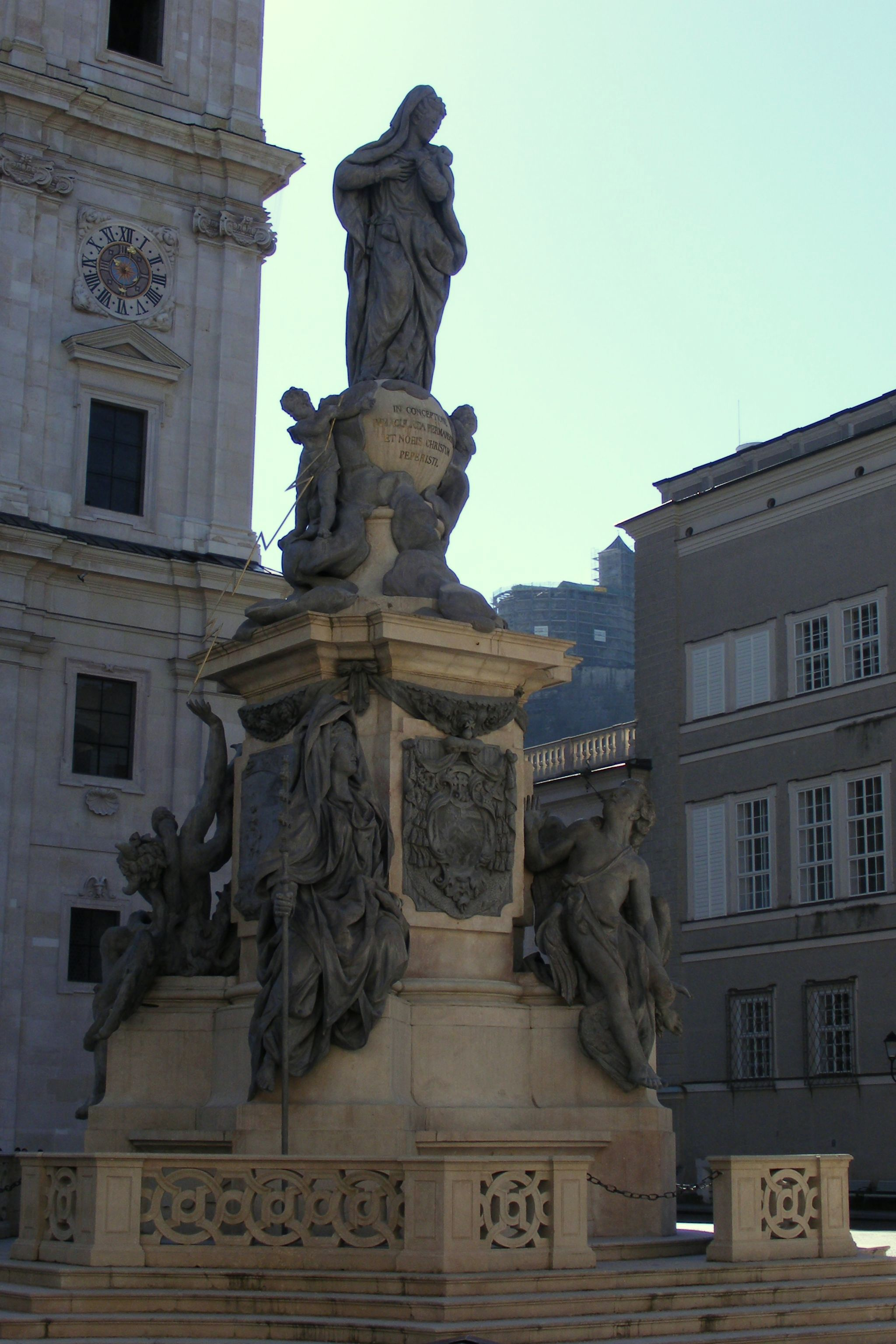
Die Mariensäule

Das Standbild der Immaculata bildet den Mittelpunkt des Domplatzes. Es wurde von Fürsterzbischof Sigismund III. Christoph von Schrattenbach bei den Brüdern Wolfgang und Johann Baptist Hagenauer in Auftrag gegeben und zwischen 1766 und 1771 geschaffen. Die Figur ist eine Kombination aus Untersberger Marmor (Sockelaufbau, Brüstung) und Bleiguss (Figuren, Tafeln, Inschriften). Die Gebrüder Hagenauer griffen bei der Gestaltung des Sockels auf das Modell einer bereits 1711 für Salzburg entworfene Mariensäule von Lucas von Hildebrand zurück, welcher seinerseits darin die Mariensäule Am Hof in Wien zitiert hat.

### Marienstatue
Die Marienstatue ist nur mit den Krönungsengeln an der Domfassade und mit den Beschriftungen und Symbolen am Sockel als solche erkennbar. Die Statue selbst hat kein einziges Attribut, welche die Figur als die Jungfrau Maria kenntlich machen würde. Wenn man auf die Statue zugeht, sieht man das Perpektivspiel der Krönung durch die beiden Engel auf der Fassade sowie auch die Inschrift auf der Weltkugel: „in conceptione / immaculata permansisti, / et nobis christum / peperisti“ („Du bist in der Empfängnis unbefleckt geblieben und hast uns Christus geboren.“). Maria thront als Personifikation der Weisheit auf einer Weltkugel, die auf einer Wolkensäule steht: „Ich wohnte in den höchsten Höhen, und mein Thron stand auf einer Wolkensäule“ (Ecc 24,4).
Die ikonographische Darstellung bezieht sich auf Kapitel 24 des Buches Ecclesiasticus, wie bereits die Inschrift am Maria-Schnee-Altar (Ecc 24,25) im südlichen Seitenarm des Domes. An den vier Ecken des Sockels sitzen vier aus Blei gegossene Allegorien: Engel, Weisheit, Teufel, Kirche. Die lateinische Inschrift auf der dem Dom gegenüberliegenden Seite erklärt die allegorische Bedeutung der Figuren:
„Deo Trino / omnipotentiæ, sapientiæ, [et] amoris / fonti, / Mariae deiparæ / Virgini sine labe conceptæ / splendidissimo / divinæ, potentiæ, sapientiæ, amoris / prodigio: / in cuius adspectu / angelorum intellectus stupet, / hominum sapientiæ delirat, / demonum livor frendet, / ecclesia gloriatur & exultat. / S.(igismundus) A.(rchiepiscopus) P.(rinceps) [Salisburgensis] S.(anctae) S.(edis) A.(postolicae) L.(egatus) N.(atus) G.(ermaniae) P.(rimas) F.(ieri) F.(ecit) / MDCCLXXI.“
"Dem dreifachen Gott, der Allmacht, Weisheit (und) Liebe Quelle; der Gottesgebärerin Maria, der Jungfrau, ohne Schande empfangen durch das glänzendste Wunder göttlicher Macht, Weisheit (und) Liebe: bei deren Anblick das Verstehen der Engel erstaunt, die Weisheit der Menschen faselt, der Neid der Dämonen knirscht, die Kirche sich rühmt und jubelt. / Sigismund, Fürsterzbischof [von Salzburg], geborener Legat des Heiligen Apostolischen Stuhls, Primas von Deutschland, ließ (es) machen. 1771."

### Relieftafeln
Die beiden Relieftafeln auf der Süd- und Nordseite ergänzen die allegorischen Zusammenhänge aus dem Buch Ecclesiasticus (Kapitel 24): „5 Die Wölbung des Himmels umkreiste ich allein, und in der Tiefe der Abgründe wandelte ich. 6 Über die Wogen des Meeres und über die ganze Erde und über jedes Volk und Nation herrschte ich“ (Ecc 24,5-6).
Das Relief auf der Nordseite (Ecc 24,5) des Sockels zeigt am oberen Rand das Firmament ("Wölbung des Himmels") mit den Tierkreiszeichen Krebs, Löwe, Jungfrau und Waage (Juli bis Oktober). Das Sternbild der Jungfrau ist ungewöhnlicherweise als Sonne mit einem Handspiegel gestaltet. Der Spiegel ist eine Symbol für die Weisheit (vgl. Ecc 24: Lob der Weisheit), verweist aber auch auf die Anrufung Mariens als „Speculum iustitiae“ („Spiegel der Gerechtigkeit“) bzw. „Speculum sine macula“ aus der Lauretanischen Litanei. Die Strahlen der Sonne – anstelle des Sternbilds der Jungfrau (Maria) – erleuchten direkt die Büste des Erzbischofs. Der Spiegel ist auch ein Attribut Mariens, weil sich in ihr gewissermaßen das Ebenbild Gottes (Jesus) spiegelt. Die „Jungfrau in der Sonne“ korrespondiert mit der „Jungfrau im Mond“ auf der Südseite. Sonne und Mond können auch als Sinnbilder für die geistliche und weltliche Macht gesehen werden. Am unteren Rand des Reliefs sieht man ein Schiff in den „Wogen des Meeres“ (Ecc 24,6). Das Bildprogramm mit Firmament und Meer nimmt inhaltlich wieder Bezug auf das Buch Ecclesiasticus: „Den Umkreis des Himmels umwandelte ich allein, in die Tiefen des Abgrundes drang ich, wandelte auf den Fluten des Meeres“ (Kap. 24,8). Sämtliche Pflanzen und Tiere haben symbolischen Charakter, die sowohl auf Maria (Rose ohne Dornen bzw. Rosa mystica aus der Lauretanischen Litanei), wie auf Jesus Christus (Hirschkäfer, Schnecken, Schmetterlinge) und die Göttliche Allmacht (Feuersalamander, Magnet) hinweisen. 
Das Relief auf der Südseite (Ecc 24,6) zeigt das Fürsterzbistum Salzburg als Erdkugel nach der Landkarte „S.R.I. Principatus et Archiepiscopatus Salisburgensis“ (1712) des Nürnberger Kupferstechers Johann Baptist Homann. Darüber sieht man in einem Angesicht des Mondes die Initialen von Maria.